# Billets de banque en dollars américains

Ensemble des avers des billets de la série actuelle.

Les billets de banque en dollar américain sont les billets de banque émis par la Réserve fédérale des États-Unis et utilisés par l'ensemble des pays utilisateurs du dollar américain. La totalité des billets actuellement en circulation sont fabriqués par le Bureau of Engraving and Printing pour le compte de la réserve fédérale des États-Unis. La monnaie américaine étant très utilisée comme moyen d'échange et comme réserve de valeurs, il est estimé à 1 560 milliards de dollars la valeur des billets en circulation dans le monde.

## Historique

### Période coloniale

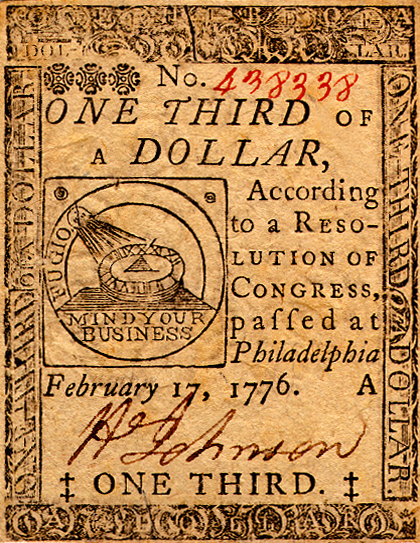
Billet de 1/3 de dollar continental (uniface) dessiné par Benjamin Franklin.

L’histoire du dollar est intrinsèquement liée à celle des États-Unis, la plupart des colonies utilisaient un système mélangeant troc et monnaies des différents empires : livre sterling, louis français mais le plus souvent c'est la monnaie espagnole dont la pièce de huit (dérivée du thaler qui est alors une importante unité de compte en Europe) qui est considéré comme l'ancêtre du dollar américain.
Les premières pièces et monnaies papier sont créées lors de la guerre d'indépendance des États-Unis. Paul Revere dessine donc en 1775 les premières plaques de gravure d'un billet qui sera appelé le continental.

### Création du dollar et premiers billets

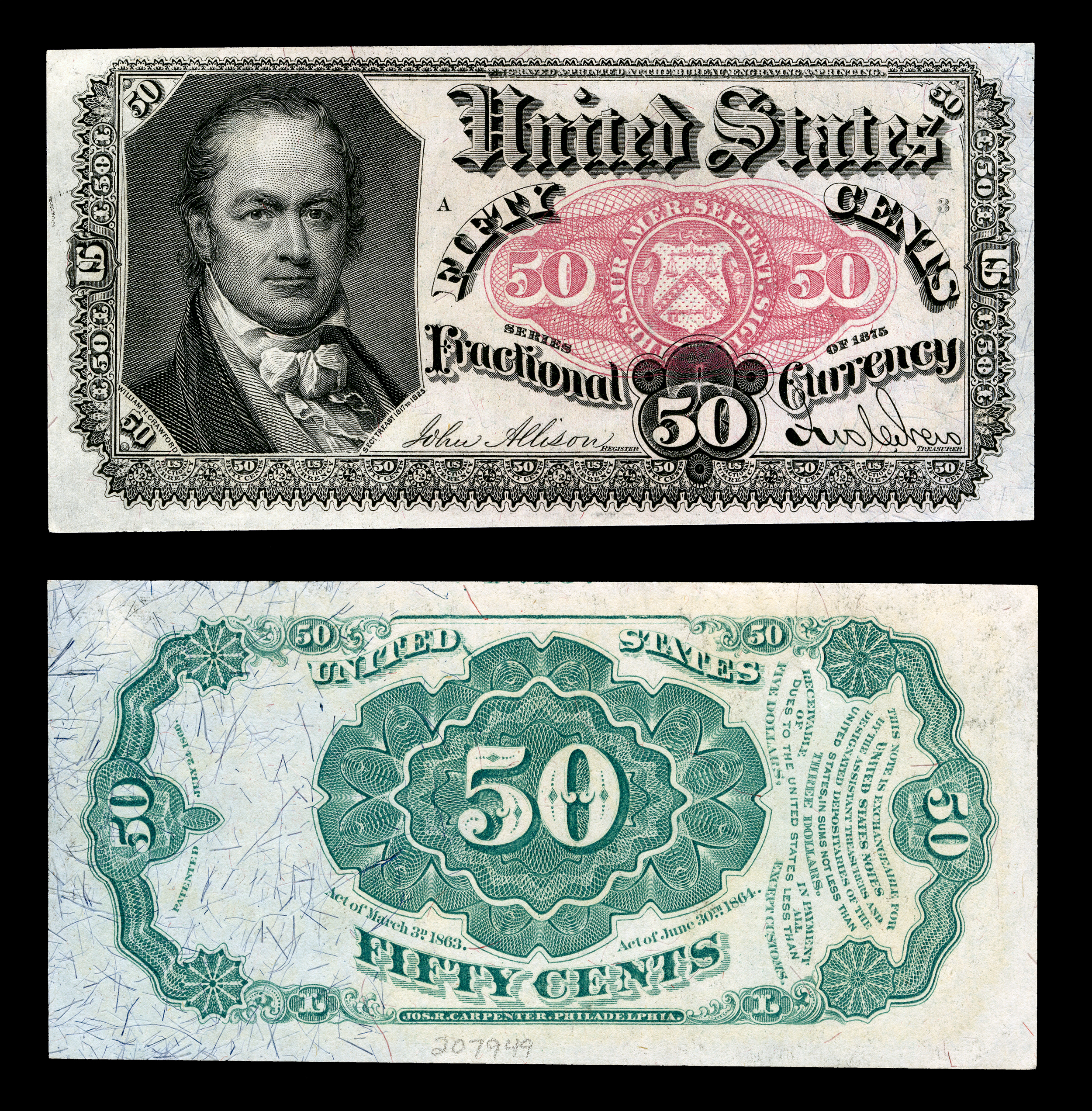
Timbre-monnaie de 50 cents représentant William H. Crawford.

Après ratification de la Constitution, le Congrès vote le Coinage Act of 1792 (Loi sur la monnaie de 1792) créant l'United States Mint et organisant la fabrication de pièces de monnaie. Cette loi établit le dollar comme la seule unité monétaire des États-Unis, le déclarait moyen de paiement légal, et créait pour la devise des États-Unis le premier système monétaire à subdivision décimale,. Les premières pièces américaines sont frappées dès l'année suivante à Philadelphie.
Le gouvernement américain n'émet pas de billet avant 1861 : ce sont donc des banques privées qui vont émettre chacune leurs propres billets. Ce n'est que pour financer la guerre de Sécession que le Congrès vote finalement la loi du 17 juillet 1861 qui confie au département du Trésor le soin d'imprimer ses propres billets. Dans le même temps des timbres-monnaie sont émis pour remédier au manque de pièces disponibles. De 1863 à 1876, il y a donc eu cinq séries pour des valeurs de 3, 5, 10, 15, 25, 50 cents et un total produit estimé à environ 368 720 080 dollars. Les économistes américains utilisent alors pour la première fois le terme qui vient à l'origine du langage médical : « inflation » pour désigner les émissions massives de billets durant cette période.

### Évolutions
De 1862 à 1933, les « Gold certificates » ont été utilisés comme monnaie papier, ils étaient convertibles en or. Des coupures à très forte valeur ont ainsi été émises, le plus grand d'entre eux, le billet de 100 000 dollars américains servait uniquement pour des transactions entre les banques et les filiales de la Réserve fédérale. Le 5 avril 1933, l'Executive Order 6102 signé par Franklin D. Roosevelt en pleine Grande Dépression rend illégale la possession d'or et annonce la fin de la circulation de ces certificats chez les particuliers.

## Séries et thèmes

### Personnages représentés
Une grande partie des personnages représentés sur les billets sont des présidents américains : George Washington, Thomas Jefferson, Abraham Lincoln,
Andrew Jackson, Grover Cleveland, Ulysses S. Grant (qui fut aussi le commandant des armées nordistes durant la guerre de Sécession), James Madison et Woodrow Wilson. On peut aussi y trouver d'autres importants hommes politiques américains qui n'ont jamais été présidents : Alexander Hamilton (1er secrétaire au Trésor américain), Salmon P. Chase (secrétaire au Trésor), Benjamin Franklin (l'un des rédacteurs de la déclaration d'indépendance) et John Marshall (secrétaire d'État puis président de la Cour suprême).
Partisane de la Sécession et épouse du gouverneur de la Caroline du Sud, Lucy Holcombe Pickens est la seule femme à figurer sur la monnaie des États confédérés d'Amérique. Toujours au XIXe siècle, Pocahontas s'est retrouvée sur des billets de 20 dollars et Martha Washington (épouse du premier président des États-Unis) avait un Silver Certificate à son effigie,. En revanche, aucune femme n'a jamais été représentée sur des billets de banque américains modernes. C'est pour remédier à cette situation que, en avril 2016, le secrétaire au Trésor Jacob Lew annonce que pour la première fois une femme noire va figurer sur un billet américain : Harriet Tubman, ancienne esclave, militante abolitionniste, combattante durant la guerre de Sécession et combattante en faveur du droit de vote des femmes,. Elle devrait remplacer Andrew Jackson sur les billets de 20 dollars. Cette initiative remise en cause en 2017 par l'administration du président Donald Trump est relancée en 2021 par l'administration de son successeur, Joe Biden,.

### Bâtiments représentés
Le Grand Sceau des États-Unis est représenté sur le billet de 1 $ avec la devise « In God We Trust » (« En Dieu nous croyons »), la scène de la signature de la déclaration d’Indépendance est représentée sur le billet de 2 $, le Lincoln memorial sur le billet de 5$, le siège du Trésor américain sur le billet de 10 $, la Maison-Blanche sur le billet de 20 $, le Capitole sur le billet de 50 $ et Independence Hall sur le billet de 100 $.

### Les séries
Chaque série voit des évolutions dans les valeurs faciales émises ou dans les éléments de sécurité (lutte contre la fausse monnaie). Contrairement à ce qui se fait dans certains autres pays, il n'y a jamais de rappel des coupures des anciennes séries : un billet garde son cours légal indéfiniment et disparaît naturellement de la circulation.

#### 1914
| Valeur | Sceau rouge                                                                   | Sceau bleu                                                                   | Portrait          |
| ------ | ----------------------------------------------------------------------------- | ---------------------------------------------------------------------------- | ----------------- |
| 5 $    | Avers et revers d'un billet de 5 dollars américains, type 1914, sceau rouge   | Avers et revers d'un billet de 5 dollars américains, type 1914, sceau bleu   | Abraham Lincoln   |
| 10 $   | Avers et revers d'un billet de 10 dollars américains, type 1914, sceau rouge  | Avers et revers d'un billet de 10 dollars américains, type 1914, sceau bleu  | Andrew Jackson    |
| 20 $   | Avers et revers d'un billet de 20 dollars américains, type 1914, sceau rouge  | Avers et revers d'un billet de 20 dollars américains, type 1914, sceau bleu  | Grover Cleveland  |
| 50 $   | Avers et revers d'un billet de 50 dollars américains, type 1914, sceau rouge  | Avers et revers d'un billet de 50 dollars américains, type 1914, sceau bleu  | Ulysses S. Grant  |
| 100 $  | Avers et revers d'un billet de 100 dollars américains, type 1914, sceau rouge | Avers et revers d'un billet de 100 dollars américains, type 1914, sceau bleu | Benjamin Franklin |

#### 1918
| Valeur   | Image                                                              | Portrait           |
| -------- | ------------------------------------------------------------------ | ------------------ |
| 500 $    | Avers et revers d'un billet de 500 dollars américains, type 1918   | John Marshall      |
| 1 000 $  | Avers et revers d'un billet de 1000 dollars américains, type 1918  | Alexander Hamilton |
| 5 000 $  | Avers et revers d'un billet de 5000 dollars américains, type 1918  | James Madison      |
| 10 000 $ | Avers et revers d'un billet de 10000 dollars américains, type 1918 | Salmon P. Chase    |

#### 1928–1995
| Billets de banque émis entre 1928 et 1996                 | Billets de banque émis entre 1928 et 1996                  | Billets de banque émis entre 1928 et 1996 | Billets de banque émis entre 1928 et 1996 | Billets de banque émis entre 1928 et 1996                | Billets de banque émis entre 1928 et 1996 | Billets de banque émis entre 1928 et 1996 |
| Image                                                     | Image                                                      | Valeur                                    | Description                               | Description                                              | Date de                                   | Date de                                   |
| Avers                                                     | Revers                                                     | Valeur                                    | Avers                                     | Revers                                                   | Première série                            | Dernière série                            |
| --------------------------------------------------------- | ---------------------------------------------------------- | ----------------------------------------- | ----------------------------------------- | -------------------------------------------------------- | ----------------------------------------- | ----------------------------------------- |
| Avers d'un billet de 1 dollar américain                   | Revers d'un billet de 1 dollar américain                   | 1 $                                       | Le président George Washington            | Le grand sceau des États-Unis                            | 1963                                      | En cours                                  |
| Avers d'un billet de 2 dollars américains                 | Revers d'un billet de 2 dollars américains                 | 2 $                                       | Le président Thomas Jefferson             | La déclaration d'indépendance des États-Unis             | 1976                                      | En cours                                  |
| Avers d'un billet de 5 dollars américains                 | Avers d'un billet de 5 dollars américains                  | 5 $                                       | Président Abraham Lincoln                 | Lincoln Memorial                                         | 1928                                      | 1995                                      |
| Avers d'un billet de 10 dollars américains                | Revers d'un billet de 10 dollars américains                | 10 $                                      | Secrétaire au Trésor Alexander Hamilton   | Treasury Building                                        | 1928                                      | 1995                                      |
| Avers d'un billet de 20 dollars américains                | Revers d'un billet de 20 dollars américains                | 20 $                                      | Président Andrew Jackson                  | Maison-Blanche                                           | 1928                                      | 1995                                      |
| Avers d'un billet de 50 dollars américains                | Revers d'un billet de 50 dollars américains                | 50 $                                      | Président Ulysses S. Grant                | Capitole des États-Unis                                  | 1928                                      | 1993                                      |
| Avers d'un billet de 100 dollars américains               | Revers d'un billet de 100 dollars américains               | 100 $                                     | Benjamin Franklin                         | Independence Hall                                        | 1928                                      | 1993                                      |
| Avers d'un billet de 500 dollars américains, type 1934    | Revers d'un billet de 500 dollars américains, type 1934    | 500 $                                     | Président William McKinley                | La mention en anglais : « Five Hundred Dollars »         | 1928                                      | 1934                                      |
| Avers d'un billet de 1000 dollars américains, type 1934   | Revers d'un billet de 1000 dollars américains, type 1934   | 1 000 $                                   | Président Grover Cleveland                | La mention en anglais : « One Thousand Dollars »         | 1928                                      | 1934                                      |
| Avers d'un billet de 5000 dollars américains, type 1934   | Revers d'un billet de 5000 dollars américains, type 1934   | 5 000 $                                   | Président James Madison                   | La mention en anglais : « Five Thousand Dollars »        | 1928                                      | 1934                                      |
| Avers d'un billet de 10000 dollars américains, type 1934  | Revers d'un billet de 10000 dollars américains, type 1934  | 10 000 $                                  | Salmon P. Chase                           | La mention en anglais : « Ten Thousand Dollars »         | 1928                                      | 1934                                      |
| Avers d'un billet de 100000 dollars américains, type 1934 | Revers d'un billet de 100000 dollars américains, type 1934 | 100 000 $                                 | Président Woodrow Wilson                  | La mention en anglais : « One Hundred Thousand Dollars » | 1928                                      | 1934                                      |

#### 1996–2003
Les billets de un et de deux dollars restent inchangés lors du passage à cette série.
| Série de 1996 à 2003                                     | Série de 1996 à 2003                                      | Série de 1996 à 2003 | Série de 1996 à 2003                    | Série de 1996 à 2003    | Série de 1996 à 2003 | Série de 1996 à 2003 |
| Image                                                    | Image                                                     | Valeur               | Description                             | Description             | Séries               | Séries               |
| Avers                                                    | Revers                                                    | Valeur               | Avers                                   | Revers                  | Première             | Dernière             |
| -------------------------------------------------------- | --------------------------------------------------------- | -------------------- | --------------------------------------- | ----------------------- | -------------------- | -------------------- |
| Avers d'un billet de 5 dollars américain imprimé en 2003 | Revers d'un billet de 5 dollars américain imprimé en 2003 | 5 $                  | Président Abraham Lincoln               | Lincoln Memorial        | 1999                 | 2006                 |
| Avers d'un billet de 10 dollars américain, série 2003    | Revers d'un billet de 10 dollars américain, série 2003    | 10 $                 | Secrétaire au Trésor Alexander Hamilton | Treasury Building       | 1999                 | 2003                 |
| Avers d'un billet de 20 dollars américain, série 1996    | Revers d'un billet de 20 dollars américain, série 1996    | 20 $                 | Président Andrew Jackson                | Maison-Blanche          | 1996                 | 2001                 |
| Avers d'un billet de 50 dollars américain, série 1996    | Revers d'un billet de 50 dollars américain, série 1996    | 50 $                 | Président Ulysses S. Grant              | Capitole des États-Unis | 1996                 | 2001                 |
| Avers d'un billet de 100 dollars américai                | Revers d'un billet de 100 dollars américain, série 2006   | 100 $                | Benjamin Franklin                       | Independence Hall       | 1996                 | 2006                 |

#### Depuis 2004 (série actuelle)
Les billets de un et de deux dollars restent une nouvelle fois inchangés lors du passage à cette série.
| Série colorisée                                             | Série colorisée                                              | Série colorisée | Série colorisée | Série colorisée | Série colorisée         | Série colorisée                        | Série colorisée | Série colorisée   |
| Images                                                      | Images                                                       | Valeur          | Couleur         | Description | Description             | Description                            | Date de         | Date de           |
| Avers                                                       | Revers                                                       | Valeur          | Couleur         | Avers | Revers                  | Filigrane(s)                           | Première série  | Sortie            |
| ----------------------------------------------------------- | ------------------------------------------------------------ | --------------- | --------------- | --- | ----------------------- | -------------------------------------- | --------------- | ----------------- |
| Avers d'un billet de 5 dollars américain, série colorisée   | Revers d'un billet de 5 dollars américain, série colorisée   | 5 $             | Violet          | Le président Abraham Lincoln, le grand sceau des États-Unis                                                                                    | Lincoln Memorial        | Le nombre « 5 » en filigrane deux fois | 2006            | 13 mars 2008      |
| Avers d'un billet de 10 dollars américain, série colorisée  | Revers d'un billet de 10 dollars américain, série colorisée  | 10 $            | Orange          | Alexander Hamilton, la phrase « We the People » (« Nous le peuple ») de la Constitution des États-Unis et la torche de la statue de la Liberté | Treasury Building       | Alexander Hamilton                     | 2004 A          | 2 mars 2006       |
| Avers d'un billet de 20 dollars américain, série colorisée  | Revers d'un billet de 20 dollars américain, série colorisée  | 20 $            | Vert            | Le président Andrew Jackson, un aigle | Maison-Blanche          | Andrew Jackson                         | 2004            | 9 octobre 2003    |
| Avers d'un billet de 50 dollars américain, série colorisée  | Revers d'un billet de 50 dollars américain, série colorisée  | 50 $            | Rose            | Le président Ulysses S. Grant, le drapeau des États-Unis                                                                                       | Capitole des États-Unis | Ulysses S. Grant                       | 2004            | 28 septembre 2004 |
| Avers d'un billet de 100 dollars américain, série colorisée | Revers d'un billet de 100 dollars américain, série colorisée | 100 $           | Bleu canard     | Benjamin Franklin, la déclaration d'indépendance des États-Unis                                                                                | Independence Hall       | Benjamin Franklin                      | 2009 A          | 8 octobre 2013    |

## Fabrication

### Composition et processus
Les billets de banque américains sont composés à 25 % de lin et à 75 % de coton. C'est la société belge Vervaeke Fibre, installée à Kuurne (Flandre-Occidentale) qui fournit la majorité du lin pour fabriquer ces billets,. La durée de vie d'un billet est en moyenne de deux ans, il est ensuite retiré de la circulation et détruit. Cela a un coût élevé d'autant plus que le cours du lin a doublé entre 2010 et 2012. Les tentatives pour les remplacer par des pièces de monnaie en dollars, ayant une durée de vie plus longue sont un échec, la population préférant les billets.
Le processus a fortement évolué depuis le XIXe siècle, les billets étaient alors découpés à la main avec une machine à manivelle dans les sous-sols du Treasury Building. De nos jours, l'ensemble des billets sont fabriqués par le Bureau of Engraving and Printing. Les designers du bureau réalisent tous des détails d'un billet : portraits, mise en page, détails et couleurs. Les graveurs transforment ensuite ces dessins en gravures en trois dimensions. La gravure main est ensuite transférée sur une plaque d'acier : chaque élément étant d'abord gravé individuellement (portrait, bordures, valeur du billet et texte) puis sont combinés comme les pièces d'un puzzle pour former le revers ou l'avers complet à l'aide d'une presse. Des moules individuels en plastique sont ensuite fabriqués à partir de la plaque principale : ils sont alors assemblés par planches, puis regravés sur des plaques d'impressions. Les éléments variables tels que la série ou les signatures sont ajoutés aux plaques en utilisant un pantographe.

### Tirages

#### Principes de la numérotation
Il convient de distinguer deux types de numéros de série :
- une première série en rapport à l’illustration : les numéros, sur la droite du portrait, indiquent l'année à laquelle le dessin du billet fut utilisé pour la première fois. Si un changement intervient sans qu’il soit nécessaire de créer une plaque de gravure neuve (en cas de changement de secrétaire au Trésor par exemple), une lettre est adjointe ou incrémentée pour indiquer ce changement depuis l'édition originale. « 1960B » indique, par exemple, que la version originale a été modifiée deux fois depuis 1960, date de création de la gravure ;
- une seconde série intrinsèque au billet : ce numéro de série apparaît à deux endroits, sur le côté face de tous les billets américains, une fois à gauche et une fois à droite du personnage. Ces numéros sont composés de dix caractères : de huit numéros et de deux lettres (une lettre préfixe et une lettre suffixe). Chaque numéro de série est unique ce qui fait que chaque billet est unique. Chaque lot de cent millions de billets a un suffixe différent commençant par la lettre A et allant jusqu'à Z par ordre alphabétique. À noter que le O est exclu pour éviter la confusion avec le zéro.

Le site internet Where's George? permet à ses utilisateurs d'enregistrer et de tracer l'utilisation des billets qu'ils ont eus en leur possession grâce à ces numéros de série.

En rouge : emplacement de la numérotation en rapport à la gravure/plaque d'un billet en dollar américain.
En rouge : emplacement de la numérotation unique d'un billet en dollar américain.

#### Rythme de production
| Dénomination | Durée de vie |
| ------------ | ------------ |
| 1 $          | 5,8 ans      |
| 2 $          | non estimée  |
| 5 $          | 5,5 ans      |
| 10 $         | 4,5 ans      |
| 20 $         | 7,9 ans      |
| 50 $         | 8,5 ans      |
| 100 $        | 15,0 ans     |

La durée de vie d'un billet dépend d'un certain nombre de facteurs, y compris la façon dont la dénomination est utilisée par le public. Par exemple, les grandes dénominations telles que billets de 100 dollars sont souvent utilisés comme une réserve de valeur, ce qui signifie qu'ils passent entre les mains des utilisateurs moins fréquemment que les dénominations inférieures à 5 dollars, qui sont utilisés pour les transactions du quotidien. Ces usages et cette durée de vie vont donc avoir un impact sur la quantité produite chaque année.
Finalement, c'est environ 38 millions de coupures qui sont produites chaque jour, pour une valeur moyenne de 541 millions de dollars : 95 % d'entre elles sont utilisées pour remplacer des devises usagées et 48 % des coupures imprimées sont des billets de 1 dollar.

### Mentions
Bien que la première pièce de monnaie portant la mention « In God We Trust » fut une pièce de 2 cents frappée en 1864, cette dernière n’apparaît sur les billets américains qu'après avoir été reconnue par le Congrès comme devise nationale en 1956,. L’impression de la devise américaine sur les billets de dollar est alors mise en place progressivement sur toutes les nouvelles coupures entre 1964 et 1966.
L'écriture « This note is legal tender for all debts, public and private » est une mention légale signifiant que la monnaie est une offre valable et légale lors du paiement des dettes lorsqu'il est présenté à un créancier qu'il soit public ou privé. En revanche, aucune loi fédérale n'exige qu'une entreprise privée, une personne ou une organisation doive accepter la monnaie fiduciaire pour le paiement des biens ou services. Il est donc, par exemple, tout à fait possible de refuser les billets ayant une valeur élevée.
|  | 1. Position du billet sur la planche d'impression planches. Ici B3 correspond à la 2e ligne, 3e colonne. 2. Sceau du district 3. Signature du trésorier des États-Unis 4. Numéro de série du billet 5. Sceau du Trésor Fédéral et valeur du billet en lettres 6. Numéro du district 7. Ligne suivie du numéro de la plaque de gravure. 8. Année de la série 9. Signature du secrétaire au Trésor |

### Sceaux

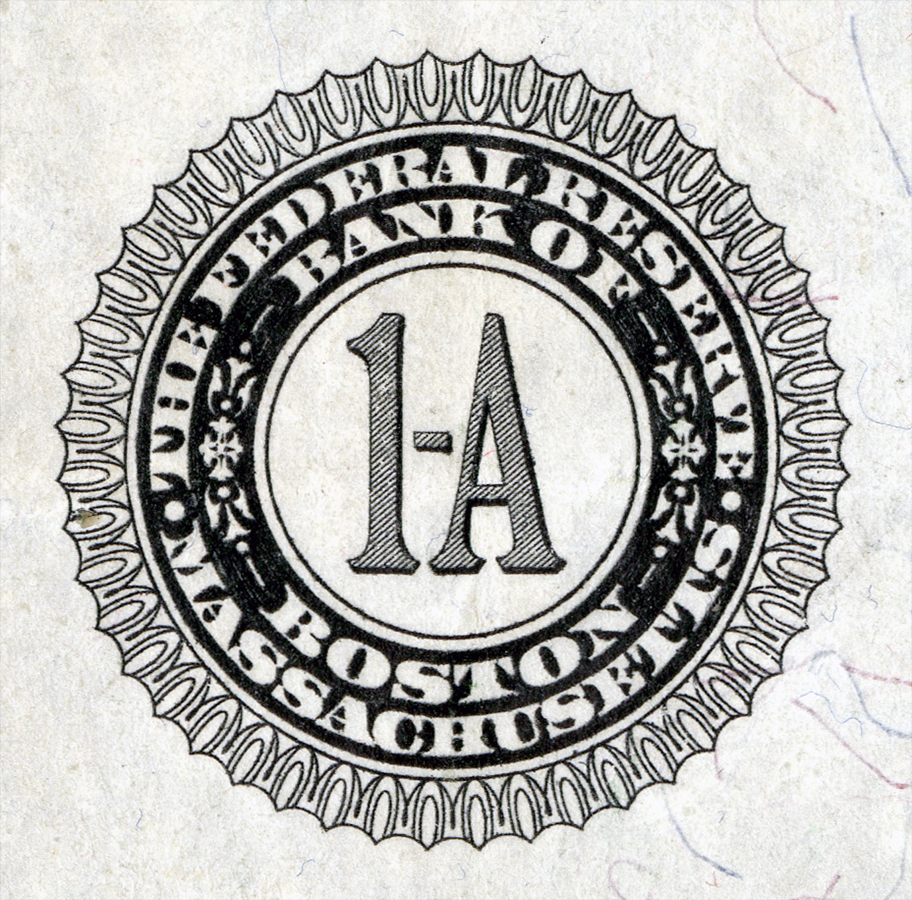
1-A : Federal Reserve Bank of Boston
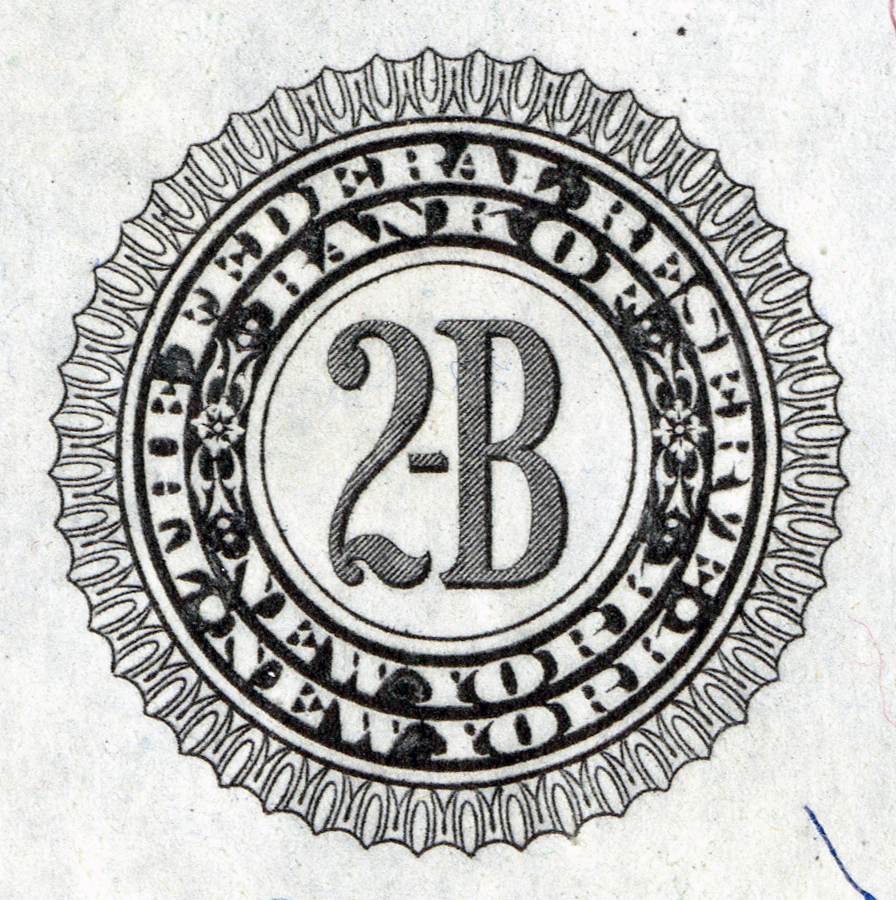
2-B : Federal Reserve Bank of New York
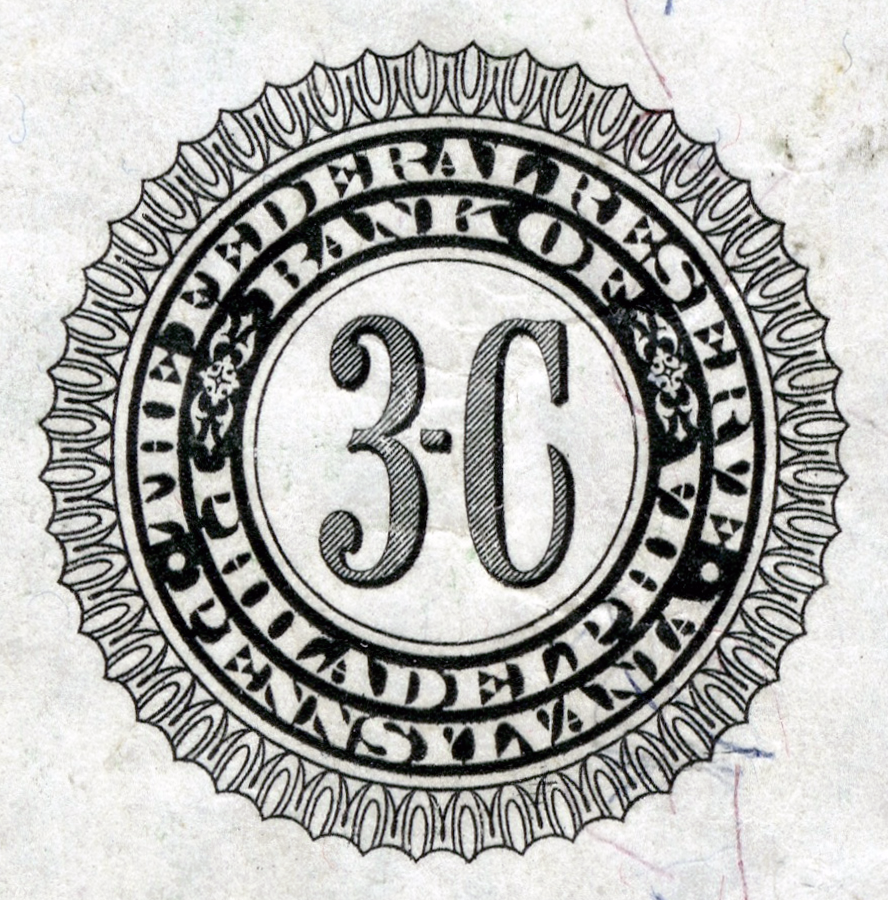
3-C : Federal Reserve Bank of Philadelphia
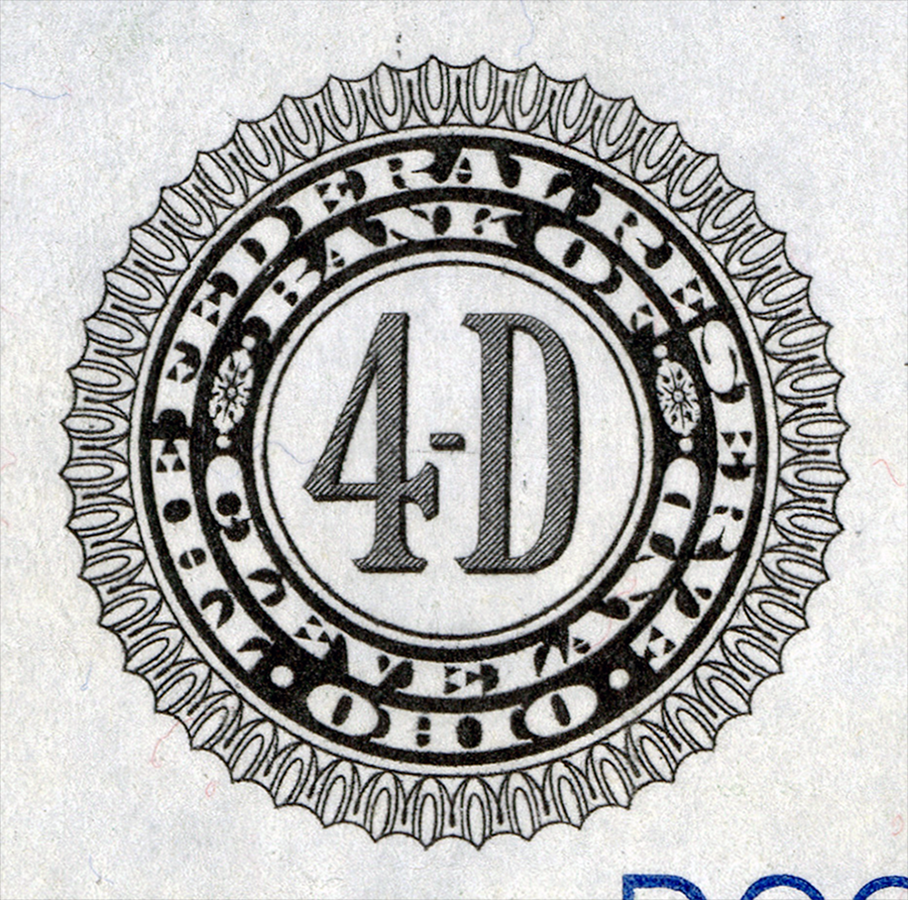
4-D : Federal Reserve Bank of Cleveland
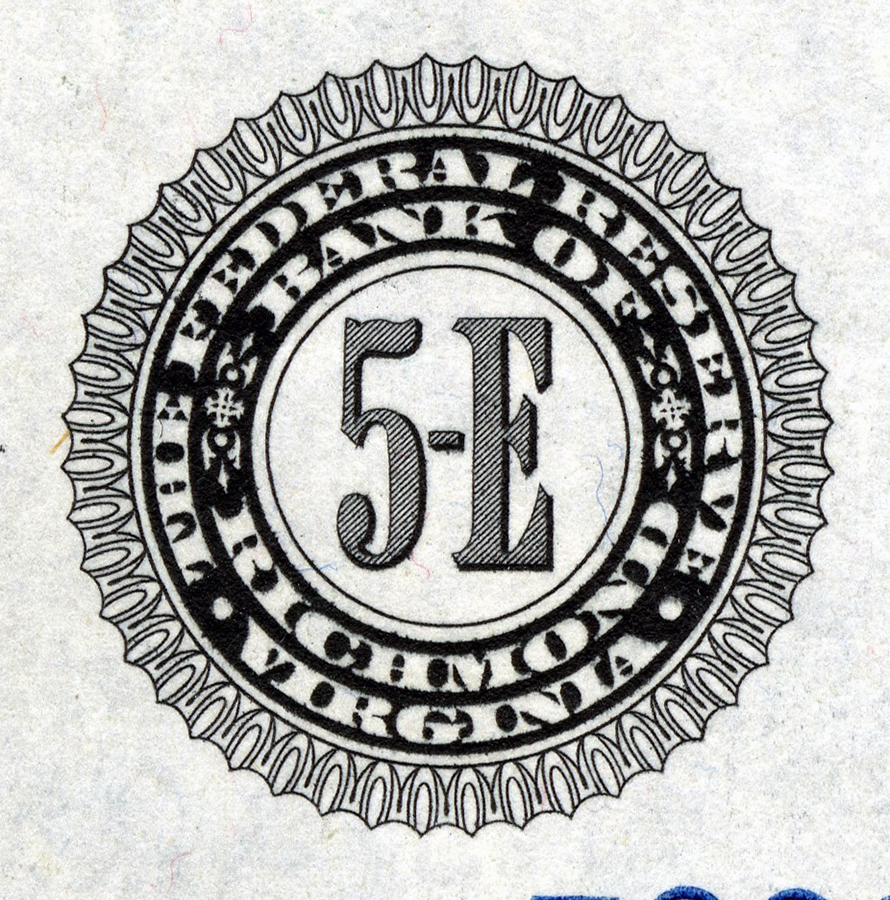
5-E : Federal Reserve Bank of Richmond
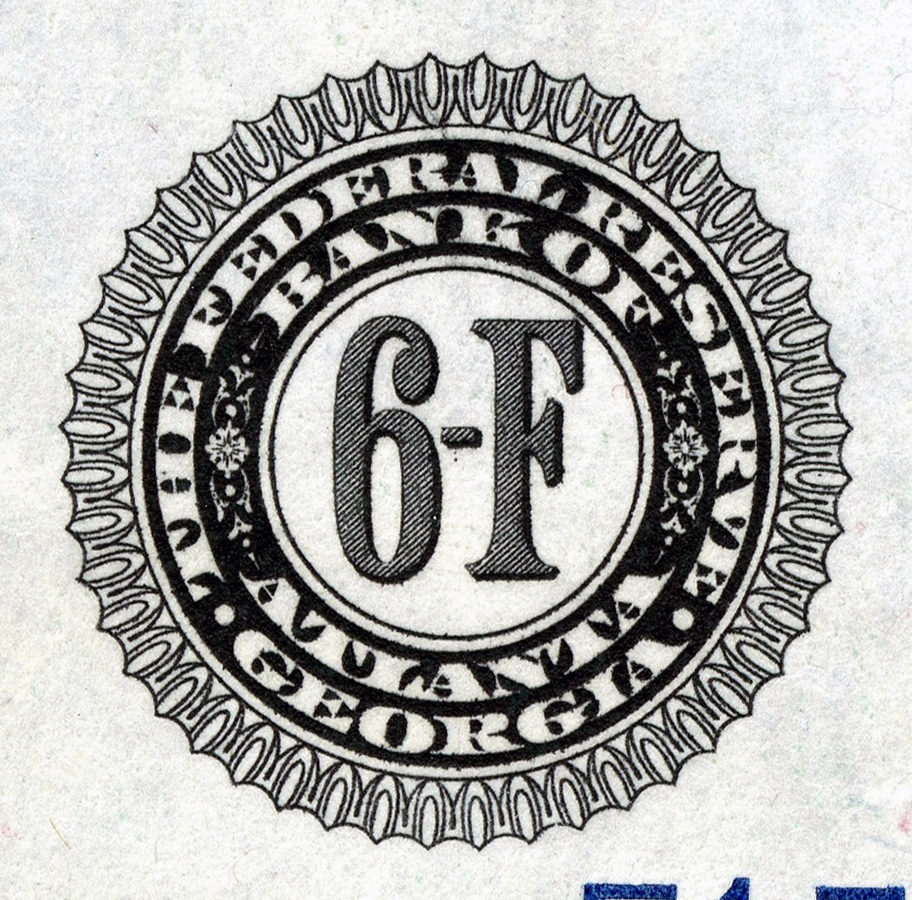
6-F : Federal Reserve Bank of Atlanta
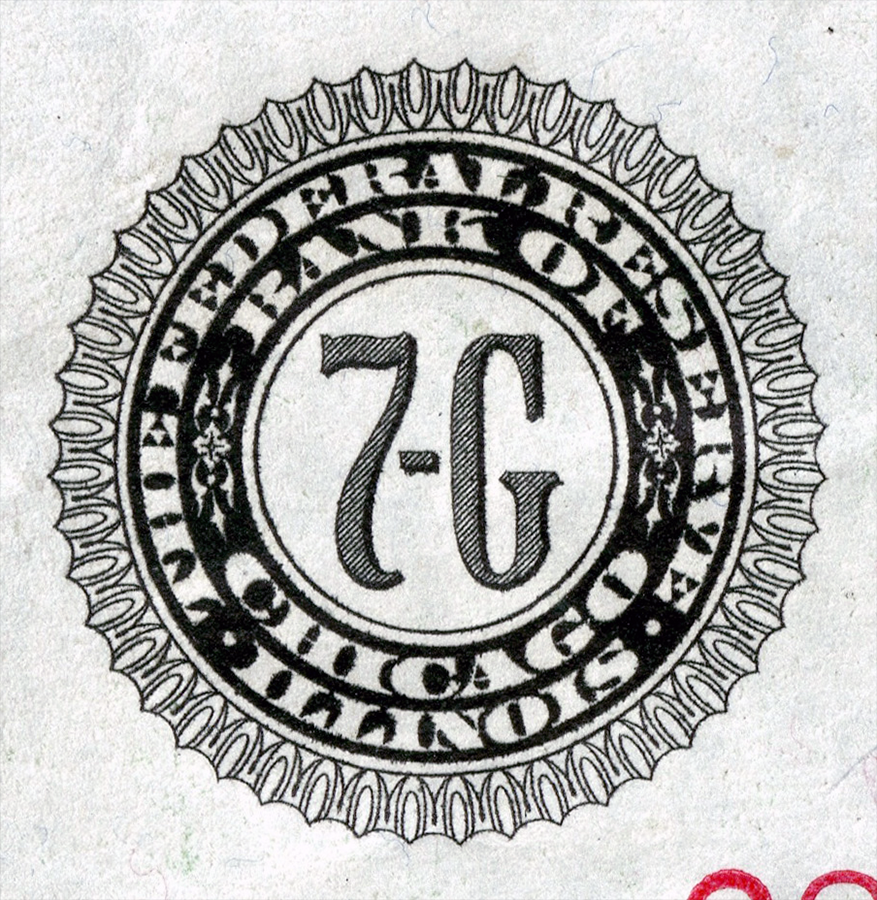
7-G : Federal Reserve Bank of Chicago
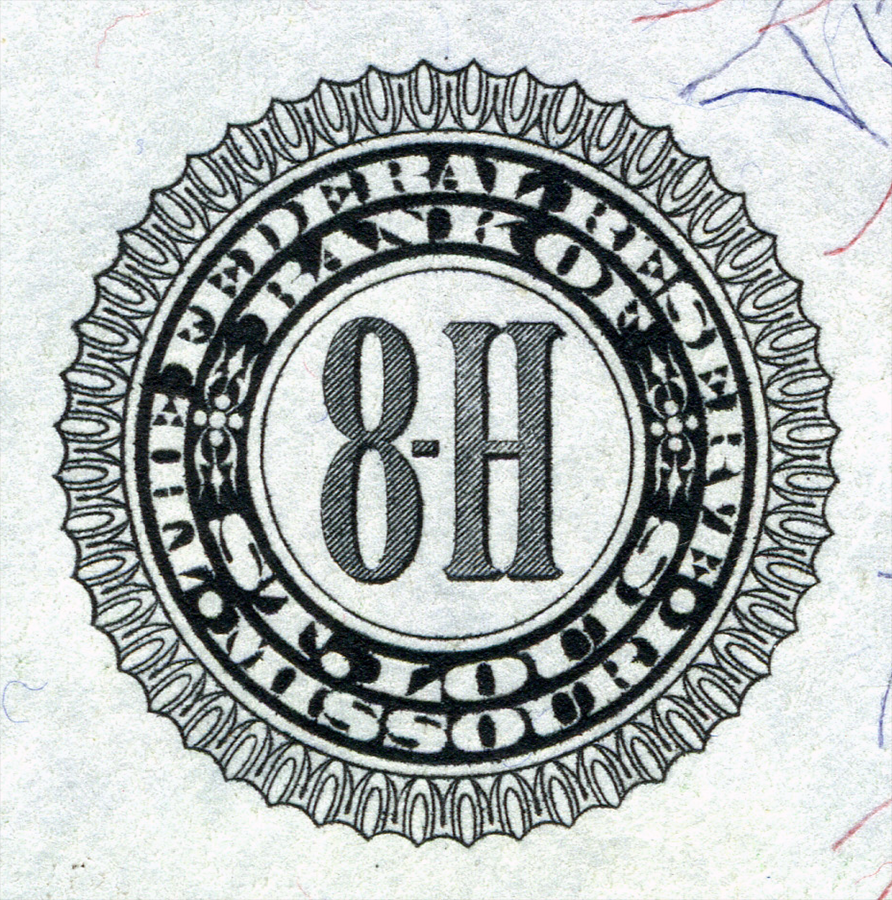
8-H : Federal Reserve Bank of St. Louis
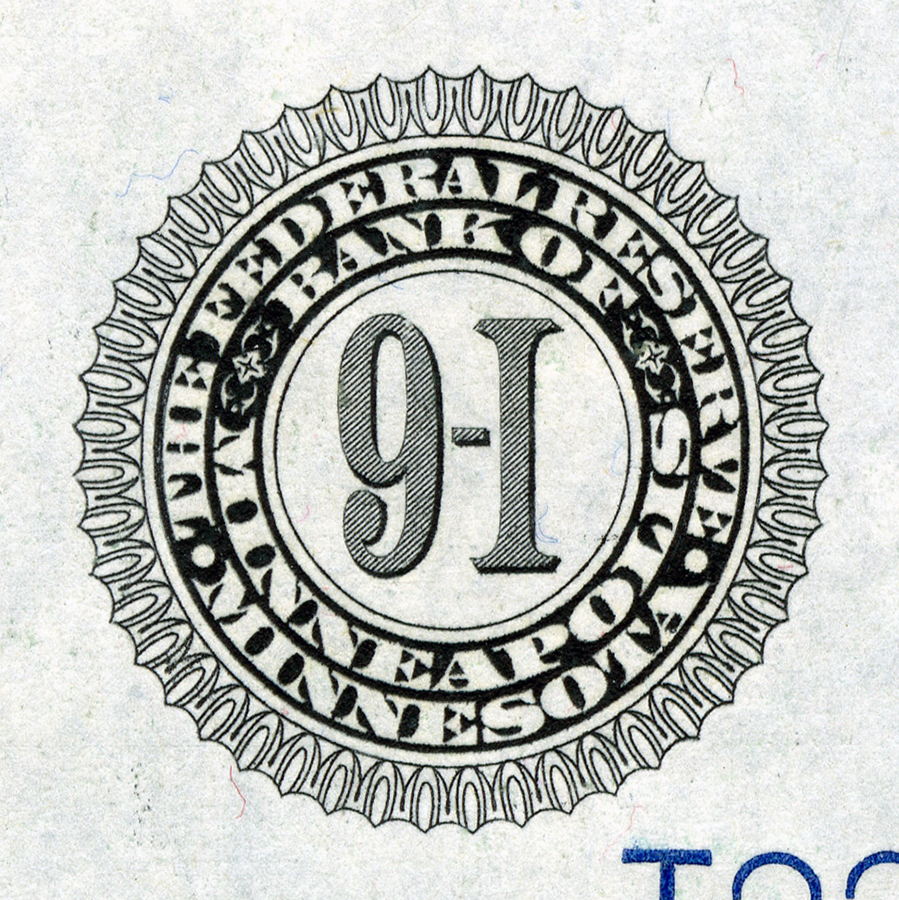
9-I : Federal Reserve Bank of Minneapolis
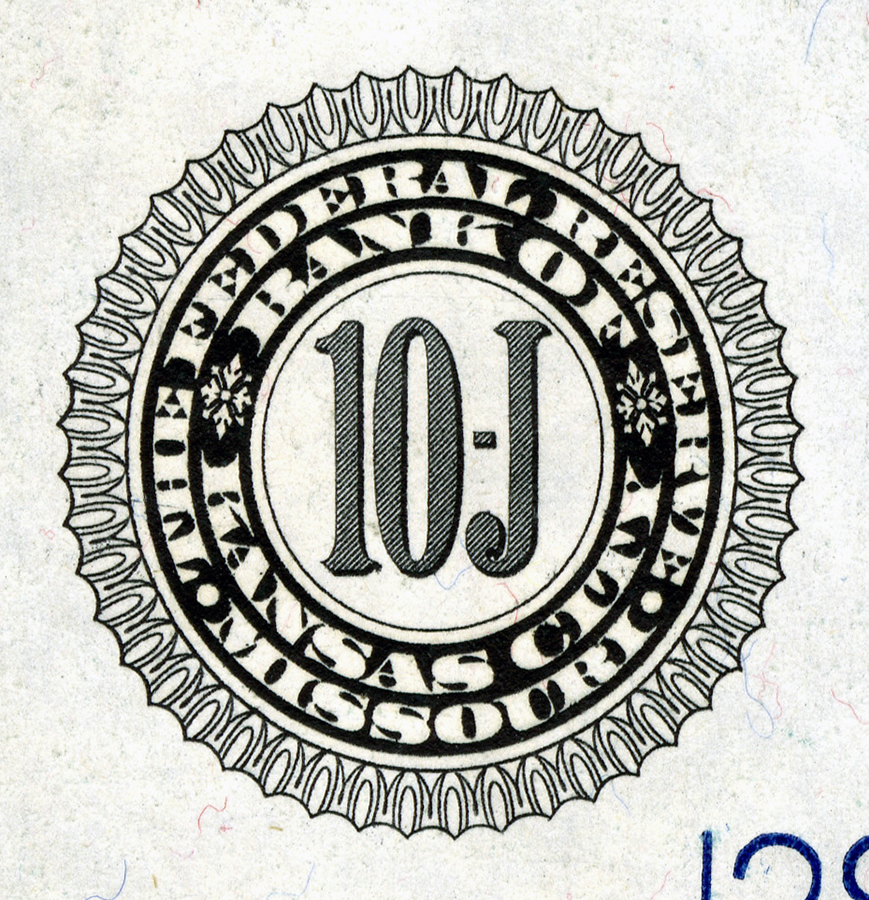
10-J : Federal Reserve Bank of Kansas City
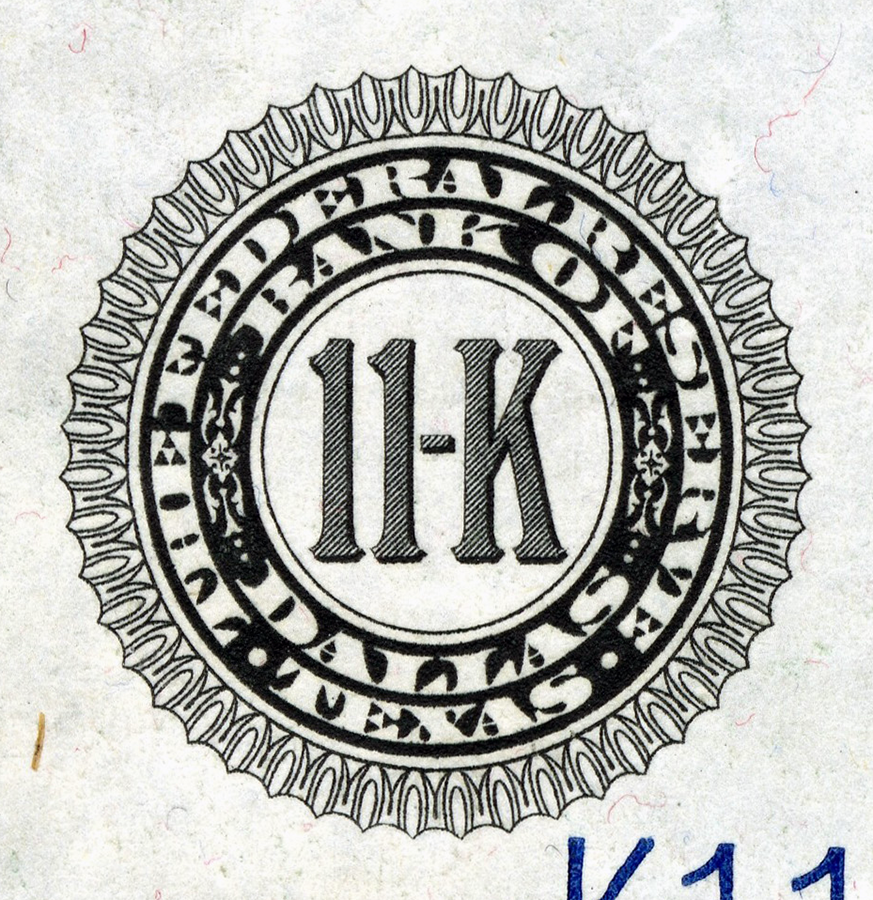
11-K : Federal Reserve Bank of Dallas
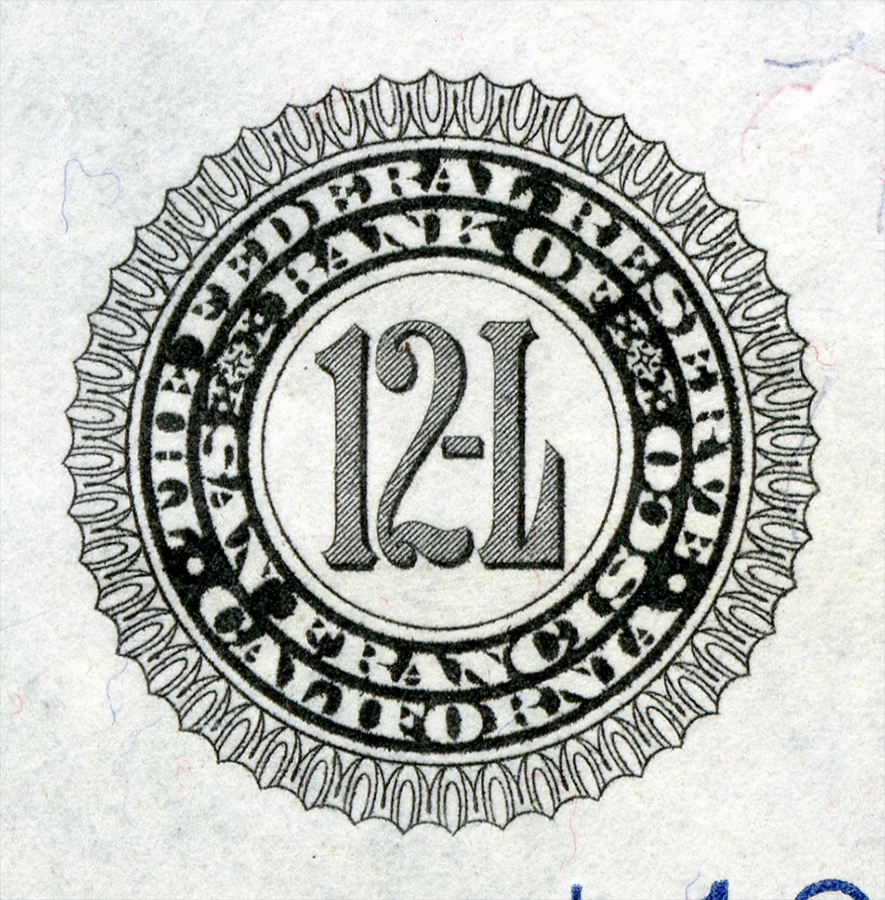
12-L : Federal Reserve Bank of San Francisco

### Éléments de sécurité
Il est estimé à 0,60% la part des billets contrefaits en circulation. C'est pour faire face à ce faux-monnayage que les autorités américaines ont intégré dans la dernière série de nouveaux éléments de sécurité, en particulier pour les billets de 100 dollars, l'un des plus contrefaits au monde,. En effet ce dernier est une cible de choix des faussaires et même des États « ennemis » des États-Unis : en 1996 par exemple, l'Iran est fortement suspecté par la CIA d'avoir fabriqué un grand nombre de coupures qui inonderait les milieux de la criminalité (terrorisme, mafias, trafics de drogues...).
Les billets de la série actuelle, imprimés depuis 2004 possèdent des éléments de sécurité renforcés par rapport aux séries plus anciennes :
- Fils de sécurité en polymère
- Portraits en filigrane
- Chiffres à couleur variable.

Le billet de 100 dollars a été conçu avec deux éléments supplémentaires : un ruban de sécurité en 3D tissé dans le papier et la « Cloche dans l’encrier » qui passe du cuivré au vert si on l'incline.